# Rhododendron litchiifolium
Rhododendron litchiifolium är en ljungväxtart som beskrevs av T.C. Wu och P.C. Tam. Rhododendron litchiifolium ingår i släktet rododendron, och familjen ljungväxter. Inga underarter finns listade i Catalogue of Life.